# LAZ-697
Der LAZ-697 (ukrainisch und russisch ЛАЗ-697) ist ein sowjetischer Reisebus, der ab 1958 im Lwowski Awtobusny Sawod (russisch Львовский автобусный завод, ukrainisch Львівський автобусний завод, kurz ЛАЗ bzw. LAZ) gebaut wurde. Es handelt sich um eine Version des weit verbreiteten Stadtbusses LAZ-695, der speziell für touristische Zwecke umgerüstet wurde. 1985 wurde die Produktion eingestellt und nur noch der sehr ähnliche LAZ-699 gebaut, der schon seit 1964 parallel gefertigt wurde, ebenfalls auf dem LAZ-695 basiert und etwa eineinhalb Meter länger ist als der LAZ-697.

## Fahrzeuggeschichte

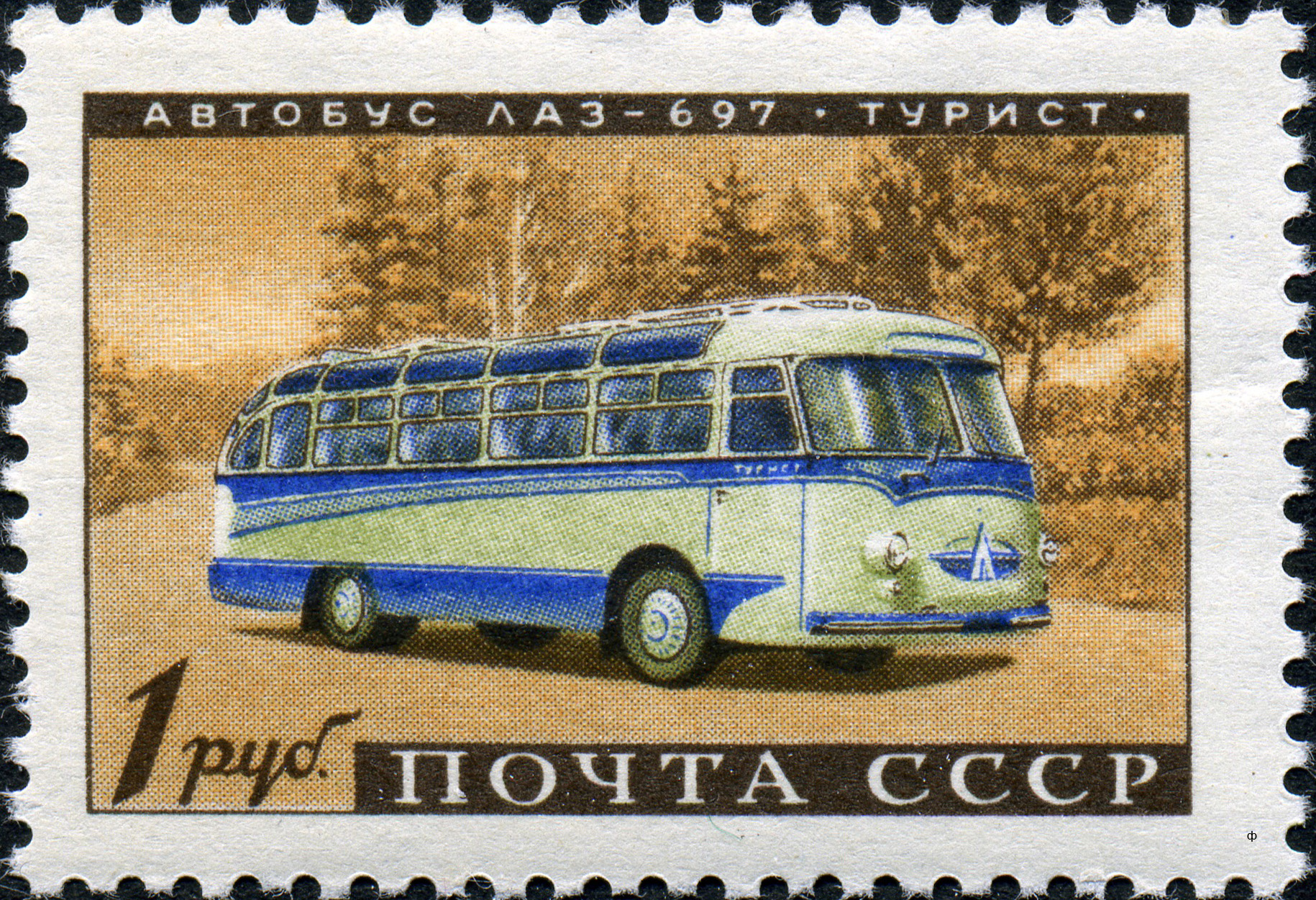
Briefmarke der Sowjetischen Post mit Motiv LAZ-697, Nennwert 1 Rubel. Gut zu erkennen sind die Panoramafenster im Dach, die später entfielen

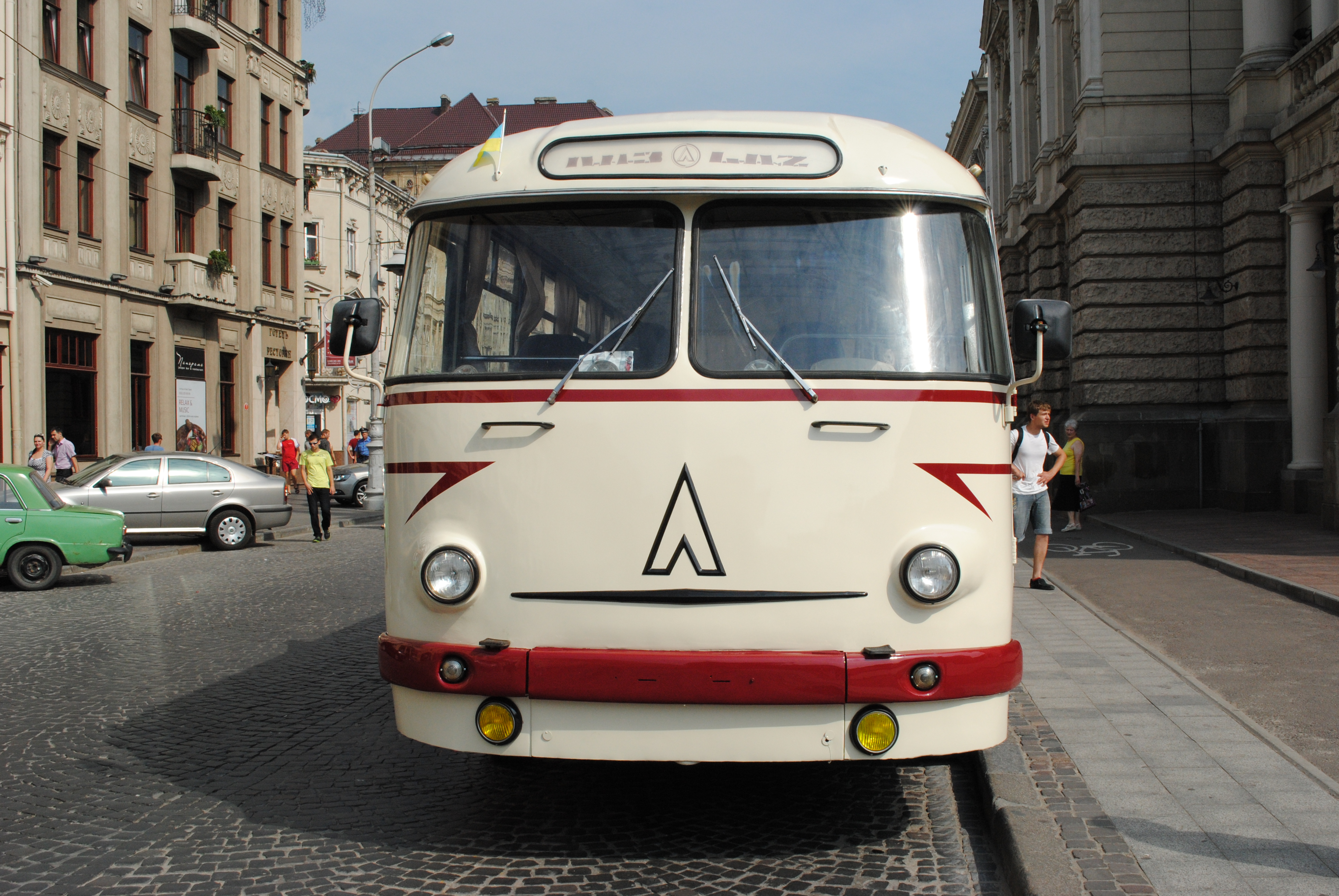
Frontansicht des restaurierten Fahrzeugs in Lwiw (2013)

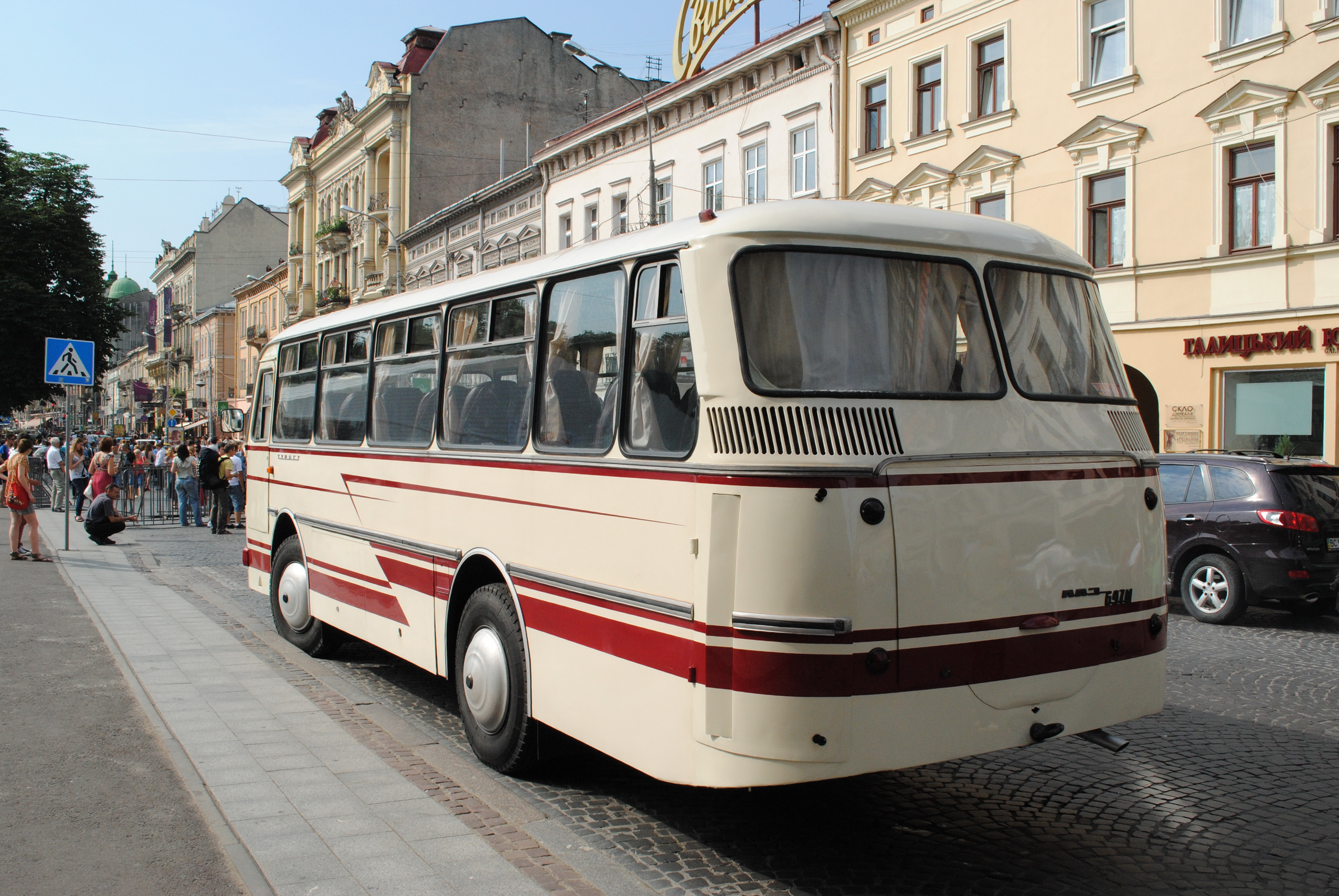
Heckansicht des gleichen Fahrzeugs (2013)

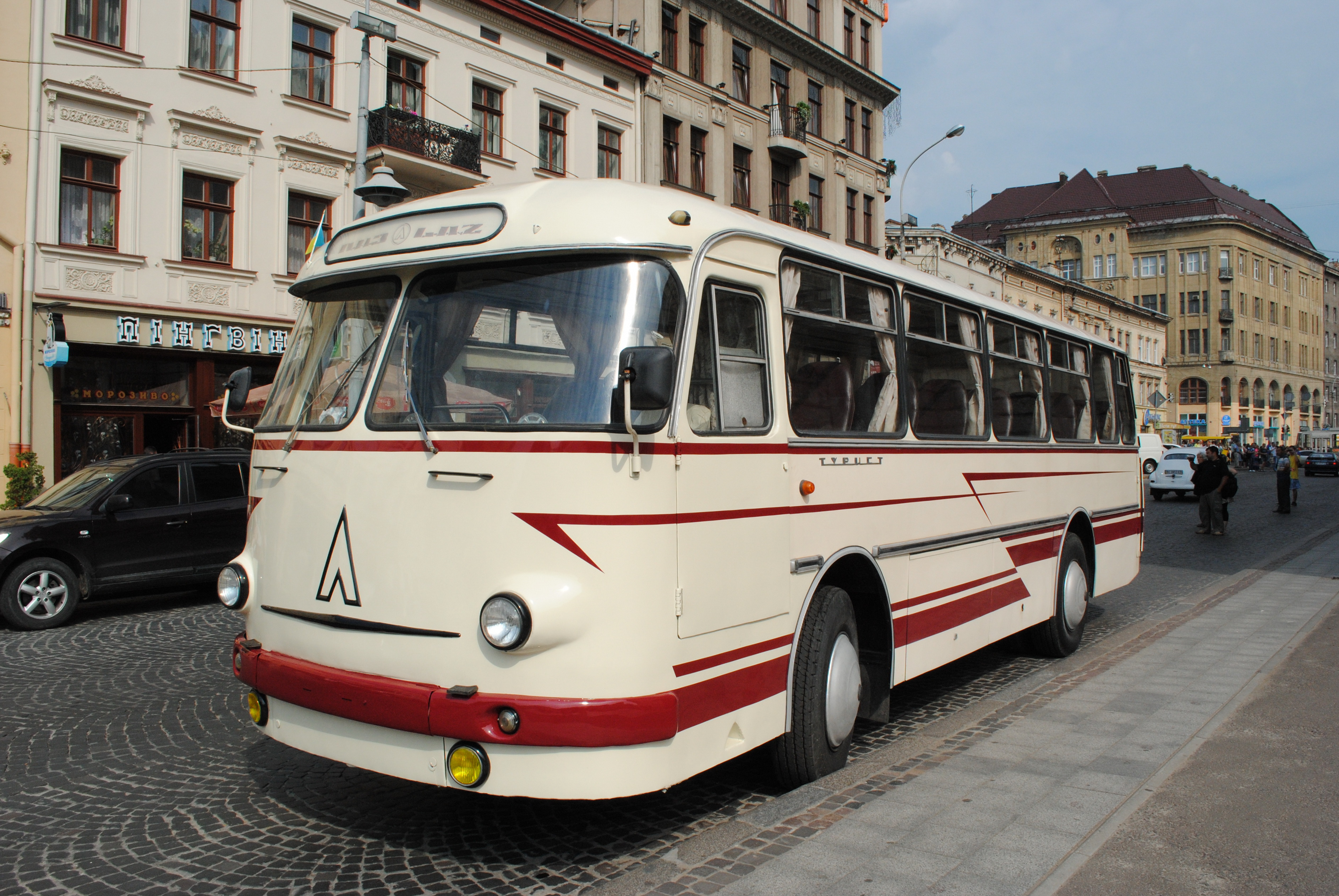
Fahrerseite (2013)

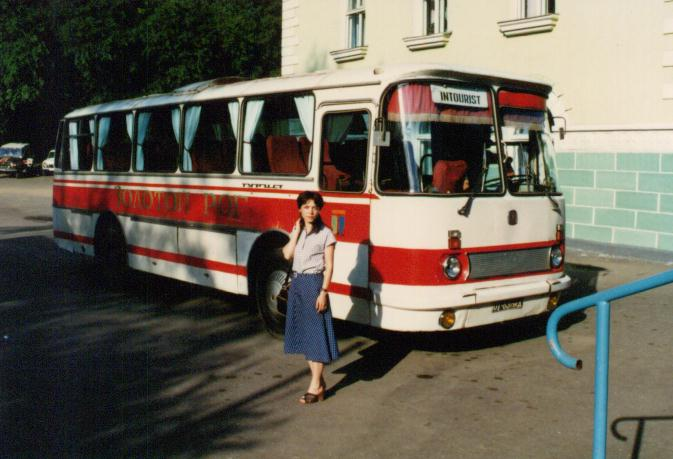
Ein 1985 aufgenommener LAZ-697R der letzten Generation, betrieben durch Intourist

Der erste Prototyp einer Langstreckenversion des Stadtbusses LAZ-695 wurde bereits im September 1958 unter der Bezeichnung LAZ-697 „Tourist“ vollendet. Neben dem Hersteller selbst beteiligte sich auch das Moskauer Fahrzeugbauinstitut NAMI an dem Projekt. Wesentliche Unterschiede waren, dass die beiden Falttüren des Stadtbusses entfernt wurden. Während die hintere komplett entfiel, wurde die vordere durch eine an der Seite angeschlagene Tür ersetzt, die sich von Hand öffnen lässt. Außerdem wurde der Boden des Fahrgastraums höhergelegt um darunter von außen zugängliche Staufächer für das Gepäck unterzubringen.
Die Inneneinrichtung wurde komfortabler als bei dem Modell für den Stadtverkehr gestaltet. Jeder Passagier erhielt einen individuell verstellbaren Polstersitz. Außerdem wurden Deckenlichter ergänzt sowie an jeder Sitzrückseite ein Netz für Zeitschriften und ähnliche Kleinigkeiten angebracht. Der Prototyp wurde zunächst auf einer Ausstellung gezeigt, die die wirtschaftlichen Erfolge des Sowjetunion jener Zeit präsentierte. Im Anschluss wurde eine Probefahrt nach Polen und in die Tschechoslowakei unternommen.
Mitte 1959 wurde ein zweiter Prototyp gebaut. Die großen Panoramafenster im Dach wurden aufgrund bereits bekannter Steifigkeitsprobleme der Karosserie deutlich verkleinert. Stattdessen wurde, auch zur Belüftung, ein großes Schiebedach installiert. Dieses kam auch noch in verschiedenen Serienmodellen zum Einsatz, wurde aber nicht immer verbaut. Als Triebwerk diente der Ottomotor aus dem Lastwagen ZIL-164, der Stauraum unterhalb des Fußbodens wurde mit 3500 Litern bemessen. Das Fahrzeug wurde auf verschiedenen internationalen Autoausstellungen gezeigt, so auch 1960 auf dem Genfer Auto-Salon.
Die Serienfertigung des LAZ-697 begann noch 1959. Bereits 1961 wurde die überarbeitete Version LAZ-697E in die Produktion übernommen, die bis 1969 von den Bändern lief. Ab diesem Zeitpunkt wurde der modernisierte LAZ-697M gebaut, der 1971 vom LAZ-697N abgelöst wurde. Die letzte Version, als LAZ-697R bezeichnet, wurde 1978 bis 1985 gebaut, das Modell danach eingestellt. Von diesem Zeitpunkt an fertigte LAZ nur noch den ähnlichen LAZ-699. Er beruht ebenfalls auf dem LAZ-695, hat aber eine längere Karosserie, mehr Sitzplätze und auch einen kräftigeren Motor. Das Fahrzeug wurde noch bis 2002 hergestellt, die Urversion, der Stadtbus LAZ-695, sogar noch bis 2008.
Bereits 1960 widmete die Sowjetische Post dem LAZ-697 eine Briefmarke.
Da die Produktion, anders als beim LAZ-695 und LAZ-699 bereits vor über 30 Jahren eingestellt wurde, sind die Fahrzeuge heute relativ selten. Trotzdem sind insbesondere die Versionen LAZ-697N und LAZ-697R noch in Teilen der Ukraine im regulären Einsatz.

## Modellvarianten
Im Laufe des langen Bauzeit von fast 30 Jahren wurden diverse Varianten des Fahrzeugs gefertigt, die nachfolgende Liste soll lediglich einen Überblick gewähren.

### LAZ-697
Der LAZ-697, der ab 1959 in Serie gefertigt wurde, entsprach im Wesentlichen dem zweiten Prototyp. Allerdings wurde er mit dem Reihensechszylinder-Ottomotor ZIL-158A ausgerüstet, der ursprünglich aus dem Stadtbus ZIL-158 stammte. Der gleiche Motor mit 109 PS (80 kW) und etwa 5,6 Litern Hubraum lief auch im zeitgleich gebauten LAZ-695B.

### LAZ-697E
Ab 1961 erhielt das Unternehmen kleinere Mengen des Motors ZIL-130, ein V8-Ottomotor, der für den gleichnamigen Lastwagen ZIL-130 in Moskau gebaut wurde und 150 PS (110 kW) leistet. Die Triebwerke wurden sowohl im Stadtbus LAZ-695 als auch im Reisebus LAZ-697 verbaut, wobei bis 1964 nicht genügend Motoren geliefert wurden, um die Produktion vollständig umzustellen. Durch den stärkeren Motor konnte die Höchstgeschwindigkeit um 7 km/h angehoben werden. Die Version des Fahrzeugs mit dem neuen Motor wurde als LAZ-697E bezeichnet. Zu diesem Zeitpunkt unterschieden sich die Busse äußerlich nicht voneinander.
Anfang 1964 besserte sich die Zuliefersituation im Bereich der Motoren, die Fertigung konnte komplett umgestellt werden. Ab diesem Zeitpunkt wurden auch andere Radhäuser verbaut, wodurch beide Modelle optisch unterscheidbar wurden. Die Produktion des LAZ-697E lief bis 1969.

### LAZ-697M
1969 wurde auf einer Ausstellung in Moskau der Prototyp LAZ-697M vorgestellt. Auffälligste Änderung war, dass einige Fenster so umgestaltet wurden, dass sie als Notausgang nutzbar sind und keine kleinen Schiebefenster im oberen Bereich enthielten.
Die ab 1970 in Serie gebauten LAZ-697M wiesen weitere Änderungen auf, die denen am LAZ-695 der gleichen Zeit entsprachen. Die Panoramafenster im Dach entfielen vollständig, dafür wurden die Seitenfenster nach oben verlängert. Entsprechend änderte sich die Dachlinie. Der Lufteinlass auf dem Dach wurde entfernt, die Luft nun über Schlitze in der Karosserie in den Motorraum geleitet. Zudem wurde erstmals eine Servolenkung eingebaut und die Hinterachse von Rába aus Ungarn zugeliefert.
Die Produktion des LAZ-697M wurde bis 1975 fortgeführt, dann das Fahrzeug durch den LAZ-697N ersetzt. Dabei gab es einige Fahrzeuge im Übergang der beiden Fertigungen, die noch die Front des LAZ-697M hatten, die restliche Karosserie aber bereits der des LAZ-697N entsprach.

### LAZ-697N
Erste Prototypen des LAZ-697N „Tourist“ gab es bereits 1971 anlässlich einer Ausstellung zum Thema „Wirtschaftliche Erfolge in der Sowjetunion“. Dabei handelte es sich um einen LAZ-697M, der eine neu gestaltete Front erhalten hatte. Die Serienproduktion begann erst 1975 und dauerte auch nur sehr kurz. Bereits nach weniger als drei Jahren wurden erste Übergangsmodelle gebaut, die bereits die Entwicklung zum LAZ-697R andeuteten. So verschwanden die aufschiebbaren Seitenfenster, die Belüftung erfolgte zentral über eine große Luke im Dach. Außerdem wurde eine hintere Passagiertür als Notausgang ergänzt, wie es auch beim LAZ-699 dieser Zeit geschah.

### LAZ-697R
Ab 1978 wurde die letzte Version des LAZ-697 in Serie produziert, der LAZ-697R. Gegenüber den vorherigen Modelle entfiel der zusätzliche Notausgang im hinteren Teil wieder, weil die Sitzplatzkapazität des eh schon kurzen Busses nicht noch weiter abnehmen sollte. Optisch änderte sich sonst lediglich die Anordnung der Blinker und der Scheinwerfer. 1985 wurde die Produktion ersatzlos eingestellt und nur noch der längere LAZ-699 gefertigt.
In den 1990er-Jahren wurden einige LAZ-697N umgerüstet. Die automatische Türöffnung wurde entfernt und bequemere Sitze aus dem LAZ-697R verbaut.

## Technische Daten
Die angegebenen Daten beziehen sich auf die Modellversion LAZ-697R, ebenso die Daten in der Infobox.
- Motor: Achtzylinder-Ottomotor
- Motortyp: ZIL-508.10 (entspricht dem aus dem Lastwagen ZIL-130, wurde deswegen auch als ZIL-130Ja5 bezeichnet)
- Leistung: 150 PS (110 kW)
- Drehmoment: 402 Nm
- Hubraum: 6,0 l
- Verdichtung: 7,1:1
- Treibstoffverbrauch bei konstanten 60 km/h: 35 l/100 km
- Höchstgeschwindigkeit: 75 km/h
- Getriebe: mechanisches Fünfganggetriebe
- Getriebetyp: ZIL-158W (aus dem Stadtbus ZIL-158)
- Antriebsformel: 4×2

Abmessungen und Gewichte
- Länge: 9120 mm
- Breite: 2500 mm
- Höhe: 3120 mm
- Radstand: 4190 mm
- Spurweite vorne: 2116 mm
- Spurweite hinten: 1850 mm (Doppelbereifung)
- Bodenfreiheit: 320 mm
- Breite der Passagiertüren: 840 mm
- Breite des Gangs zwischen den Sitzen: 450 mm
- Wendekreis (Durchmesser): 19,2 m
- Sitzplätze: 33
- Stehplätze: 0
- Leergewicht: 6950 kg
- zulässiges Gesamtgewicht: 10.230 kg